# Leichtathletik-Weltmeisterschaften 2013/Teilnehmer (Schweden)
| Gelbes Symbol für Goldmedaillen mit stilisierten Olympischen Ringen | Graues Symbol für Silbermedaillen mit stilisierten Olympischen Ringen | Braundes Symbol für Bronzemedaillen mit stilisierten Olympischen Ringen |
| ------------------------------------------------------------------- | --------------------------------------------------------------------- | ----------------------------------------------------------------------- |
| 1                                                                   | —                                                                     | —                                                                       |

Der schwedische Leichtathletik-Verband Svensk Friidrott stellte insgesamt 24 Athleten bei den Leichtathletik-Weltmeisterschaften 2013 in der russischen Hauptstadt Moskau.

## Ergebnisse

### Männer

#### Laufdisziplinen

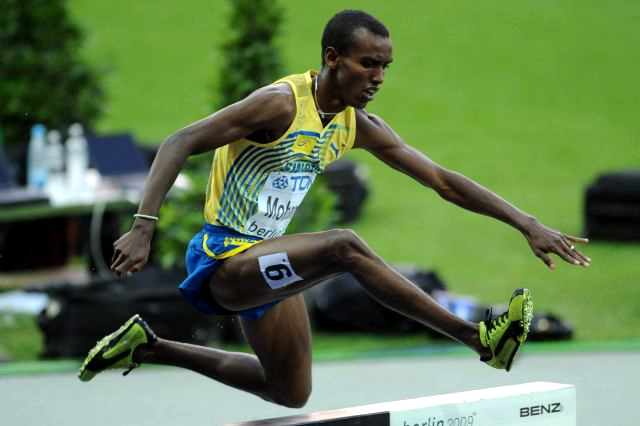
Mustafa Mohamed

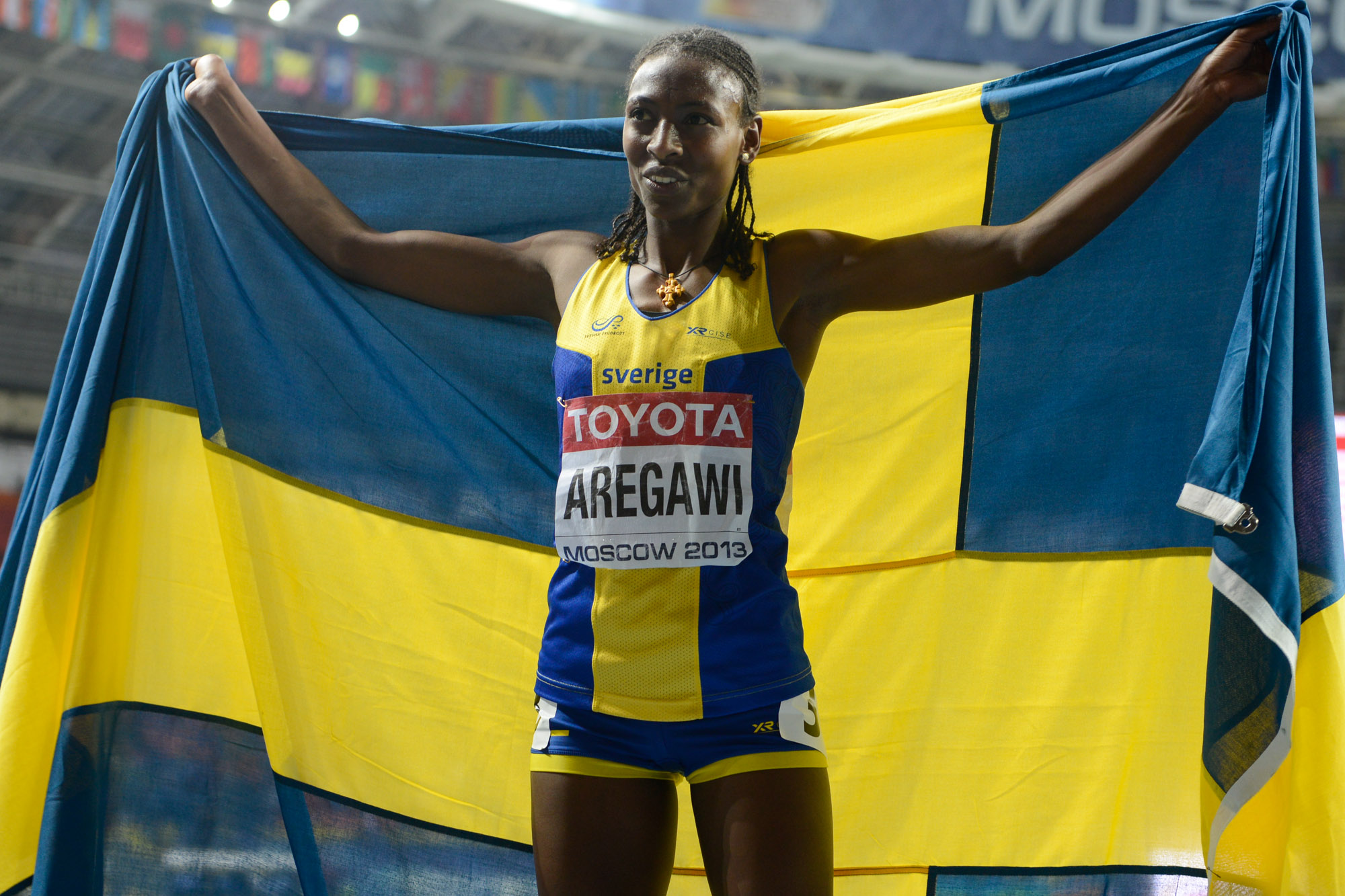
Abeba Aregawi (1500 m)

| Athlet             | Disziplin    | Vorlauf | Vorlauf | Halbfinale         | Halbfinale         | Finale             | Finale             |
| Athlet             | Disziplin    | Zeit    | Platz   | Zeit               | Platz              | Zeit               | Platz              |
| ------------------ | ------------ | ------- | ------- | ------------------ | ------------------ | ------------------ | ------------------ |
| Nil de Oliveira    | 200 m        | 20,97 s | 34      | nicht qualifiziert | nicht qualifiziert | nicht qualifiziert | nicht qualifiziert |
| Mustafa Mohamed    | Marathon     |         |         |                    |                    | 2:17:09 h SB       | 22                 |
| Philip Nossmy      | 110 m Hürden | 13,66 s | 23      | nicht qualifiziert | nicht qualifiziert | nicht qualifiziert | nicht qualifiziert |
| Ato Ibáñes         | 20 km Gehen  |         |         |                    |                    | 1:28:20 h SB       | 38                 |
| Perseus Karlström  | 20 km Gehen  |         |         |                    |                    | 1:24:49 h          | 23                 |
| Andreas Gustafsson | 50 km Gehen  |         |         |                    |                    | 4:01:40 h SB       | 39                 |
| Ato Ibáñes         | 50 km Gehen  |         |         |                    |                    | 3:53:38 h PB       | 22                 |

#### Sprung/Wurf

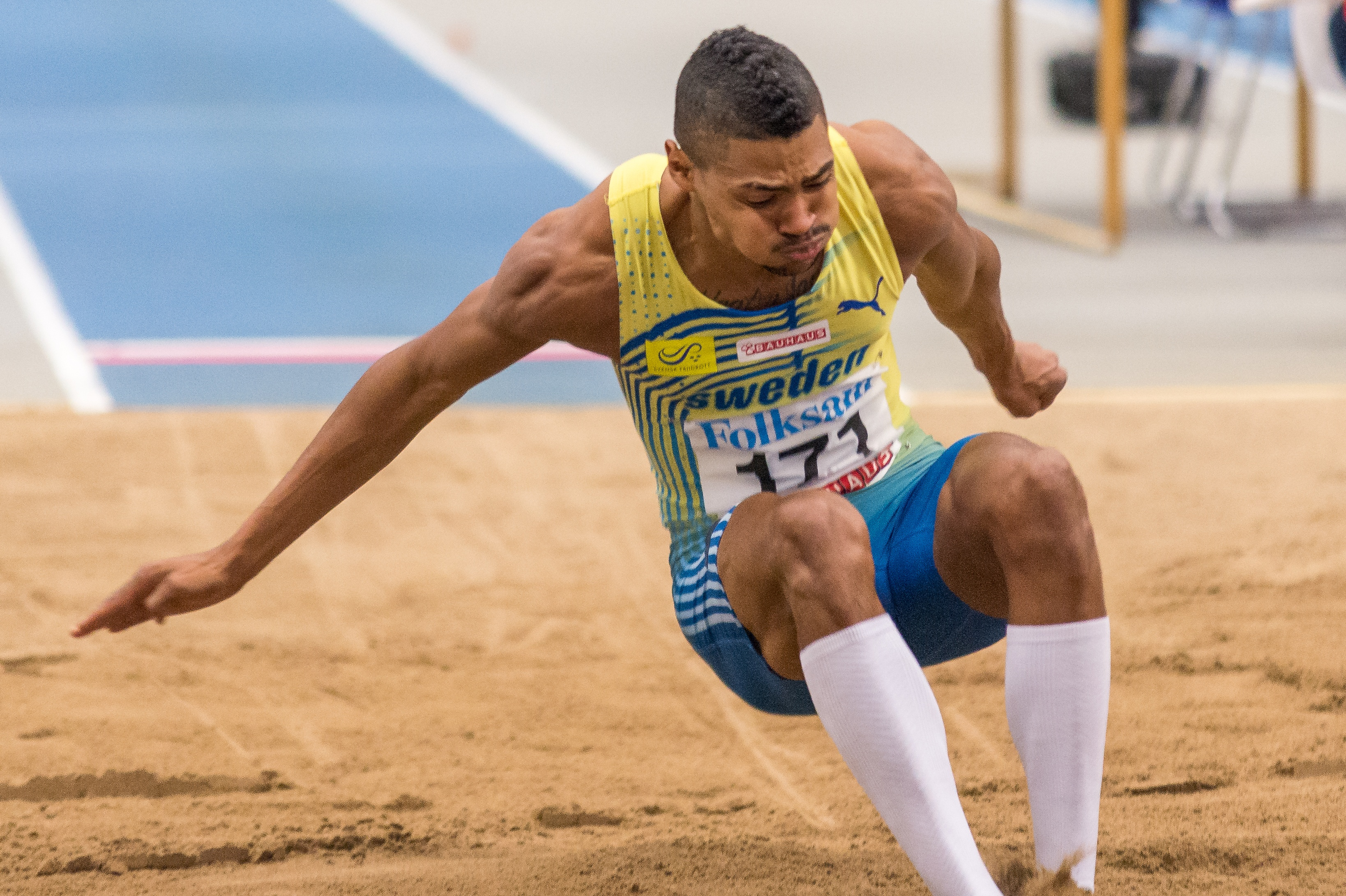
Michel Tornéus

| Athlet           | Disziplin      | Qualifikation | Qualifikation | Finale             | Finale             |
| Athlet           | Disziplin      | Weite/Höhe    | Platz         | Weite/Höhe         | Platz              |
| ---------------- | -------------- | ------------- | ------------- | ------------------ | ------------------ |
| Alhaji Jeng      | Stabhochsprung | 5,55 m        | 7             | 5,65 m SB          | 9                  |
| Michel Tornéus   | Weitsprung     | 7,75 m        | 19            | nicht qualifiziert | nicht qualifiziert |
| Leif Arrhenius   | Kugelstoßen    | 19,53 m       | 14            | nicht qualifiziert | nicht qualifiziert |
| Niklas Arrhenius | Diskuswurf     | 59,13 m       | 24            | nicht qualifiziert | nicht qualifiziert |
| Mattias Jons     | Hammerwurf     | 73,47 m       | 16            | nicht qualifiziert | nicht qualifiziert |
| Kim Amb          | Speerwurf      | 80,84 m       | 9             | 78,91 m            | 11                 |
| Gabriel Wallin   | Speerwurf      | 74,66 m       | 29            | nicht qualifiziert | nicht qualifiziert |

#### Zehnkampf
| Athlet         | Disziplin | 100 m   | Weit- sprung | Kugel- stoßen | Hoch- sprung | 400 m   | 110 m Hürden | Diskus- wurf | Stabhoch- sprung | Speer- wurf | 1500 m         | Punkte | Platz |
| -------------- | --------- | ------- | ------------ | ------------- | ------------ | ------- | ------------ | ------------ | ---------------- | ----------- | -------------- | ------ | ----- |
| Marcus Nilsson | Ergebnis  | 11,42 s | 6,62 m       | 14,81 m       | 1,87 m       | 50,56 s | 15,04 s      | 42,49 m      | 4,50 m           | 54,86 m     | 4:20,11 min SB | 7540   | 24    |
| Marcus Nilsson | Punkte    | 769     | 725          | 778           | 687          | 789     | 845          | 715          | 760              | 661         | 811            | 7540   | 24    |

### Frauen

#### Laufdisziplinen
| Athletin           | Disziplin        | Vorlauf     | Vorlauf | Halbfinale         | Halbfinale         | Finale             | Finale             |
| Athletin           | Disziplin        | Zeit        | Platz   | Zeit               | Platz              | Zeit               | Platz              |
| ------------------ | ---------------- | ----------- | ------- | ------------------ | ------------------ | ------------------ | ------------------ |
| Moa Hjelmer        | 200 m            | 23,33 s     | 31      | nicht qualifiziert | nicht qualifiziert | nicht qualifiziert | nicht qualifiziert |
| Moa Hjelmer        | 400 m            | 52,39 s     | 24      | ausgeschieden      | ausgeschieden      | ausgeschieden      | ausgeschieden      |
| Abeba Aregawi      | 1500 m           | 4:07,66 min | 6       | 4:05,66 min        | 9                  | 4:02,67 min        | Gold               |
| Charlotta Fougberg | 3000 m Hindernis | 9:59,17 min | 26      |                    |                    | nicht qualifiziert | nicht qualifiziert |

#### Sprung/Wurf
| Athlet             | Disziplin      | Qualifikation | Qualifikation | Finale             | Finale             |
| Athlet             | Disziplin      | Weite/Höhe    | Platz         | Weite/Höhe         | Platz              |
| ------------------ | -------------- | ------------- | ------------- | ------------------ | ------------------ |
| Angelica Bengtsson | Stabhochsprung | 4,45 m        | 16            | nicht qualifiziert | nicht qualifiziert |
| Emma Green Tregaro | Hochsprung     | 1,92 m        | 1             | 1,97 m SB          | 5                  |
| Erica Jarder       | Weitsprung     | 6,59 m        | 9             | 6,47 m             | 10                 |
| Tracey Andersson   | Hammerwurf     | 61,37 m       | 26            | nicht qualifiziert | nicht qualifiziert |
| Sofi Flink         | Speerwurf      | 61,96 m NR    | 9             | 59,52 m            | 10                 |

#### Siebenkampf
| Athletin    | Disziplin | 100 m Hürden | Hochsprung | Kugelstoßen | 200 m   | Weitsprung | Speerwurf | 800 m          | Punkte  | Platz |
| ----------- | --------- | ------------ | ---------- | ----------- | ------- | ---------- | --------- | -------------- | ------- | ----- |
| Sofia Linde | Ergebnis  | 14,02 s      | 1,74 m     | 13,80 m     | 25,64 s | 5,80 m     | 40,13 m   | 2:16,34 min PB | 5822 PB | 25    |
| Sofia Linde | Punkte    | 976          | 903        | 781         | 829     | 789        | 670       | 874            | 5822 PB | 25    |